# Богојављење
Богојављење или Теофанија (од античког грчког (ἡ) θεοφάνεια [theophaneia], са значењем „појава божанства”), манифестација је божанства на уочљив начин. Овај термин се користио за означавање појава богова у старогрчким и блискоисточним религијама. Иако је Илијада најранији извор описа теофанија у класичној антици (који се јављају у целој грчкој митологији), вероватно најранији опис појављује се у Епу о Гилгамешу.
Као специфична употреба за хришћане и Јевреје у односу на Библију: теофанија се односи на манифестацију аврамског Бога, откривено присуство које је особа осетила. Богојављење је хришћански празник који слави откровење Бога Сина као оваплоћеног у Исусу Христу. Слави се 6. јануара, односно 19. јануара код цркава које се држе јулијанског календара. Западни хришћани углавном славе (али не и искључиво) посету тројице мудраца младом Исусу, и Исусову физичку појаву пред иноверницима. Источне цркве, дан пре Богојављења славе крштење Исусово, које је обавио Јован Крститељ у реци Јордан, које се обележава као објава свету да је он Син Божји. Богојављење је један од петнаест највећих хришћанских празника.
На дан Богојављења многи верници поштују обичај пливања за Часни крст где се скупи доста народа код неког уобичајеног места на пример неке реке или језера. Сви крећу у исто време и ко први стигне до Часног крста он је победник.

## Древна грчка религија
У Делфима је теофанија (Θεοφανια) била пролећни годишњи фестивал којим се прослављао повратак Аполона из његових зимовања у Хипербореји. Врхунац фестивала био је приказ визије богова поклоницима, обично скривен у светилишту. Касније римске мистеријске религије често су укључивале сличне кратке приказе слика узбуђеним поклоницима.
Појава Зевса Семели више је него што смртник може поднети, и она је изгорела до смрти у пламену његове моћи. Међутим, већина грчких теофанија била је мање убитачна. Необична за грчку митологију је прича о Прометеју, који није Олимпијац већ Титан, који је човечанству донео знање о ватри. Божанске или херојске епифаније понекад су се доживљавале у историјским временима, било у сновима или као будна визија, и често су доводиле до утемељења култа или барем чина обожавања и посвећивања пригодне жртве.

## Прича
По Хришћанству, 30. године наше ере Исус Христос је као дрводеља живео са својом мајком Маријом и њеним мужем Јосифом, У својој тридесетој години Исус Христ одлази на реку Јордан да га свети Јован Крститељ крсти у реци Јордан. Угледавши Исуса Христа како долази св. Јован Крститељ рече "Гле јагње Божије које узима на себе грехове света". Ово је онај за кога ја рекох; „за мном иде човек, који преда мном постаде, јер пре мене беше“. По крштењу, а оно је обављено три пута потапањем и отпуштањем (погружењем) у воду, отворило се небо и зачуо се глас Бога Оца који је објавио да је Исус син његов, а тада на раме Исуса слете на раме десно Свети Дух у обличју белог голуба. Овим крштењем је Исус показао присутнима да поштује законе пророчке, након чега је почетак Исус Христ започео своју мисију, проповед, одабир "простих и неуких" земљорадника и рибара за своје ученике Апостоле.

## Народни обичаји
Код Срба се од давнина Богојављање слави веома живописно. Верује се да се на тај дан, у поноћ, отварају небеса и да се тада свака жеља може испунити. Богојављањем се завршава божићно светковање, па су у неким крајевима Србије, до овог дана ишле поворке коледера или коринђаша, као и вертепаша и водичара. У народу се овај дан зове још и Водице или Водокршће управо по имену поворке. На овај дан се освећује вода за коју се верује да је лековита и чудотворна и назива се Богојављанска вода.